# Virslīga (2004)
Sezon 2004 był 13. edycją rozgrywek piłkarskich o mistrzostwo Łotwy.

## Tabela końcowa
|   | Klub                | M  | Z  | R  | P  | Br+ | Br- | Br+/- | Pkt |
| - | ------------------- | -- | -- | -- | -- | --- | --- | ----- | --- |
| 1 | Skonto Ryga         | 28 | 22 | 3  | 3  | 65  | 18  | 47    | 69  |
| 2 | Liepājas Metalurgs  | 28 | 21 | 3  | 4  | 85  | 27  | 58    | 66  |
| 3 | FK Ventspils        | 28 | 16 | 7  | 5  | 64  | 28  | 36    | 55  |
| 4 | Dinaburg Daugavpils | 28 | 10 | 6  | 12 | 35  | 36  | -1    | 36  |
| 5 | FK Jūrmala          | 28 | 8  | 10 | 10 | 30  | 33  | -3    | 34  |
| 6 | FK Ryga             | 28 | 6  | 9  | 13 | 32  | 43  | -11   | 27  |
| 7 | Ditton Daugavpils   | 28 | 7  | 5  | 16 | 20  | 62  | -42   | 26  |
| 8 | Auda Ryga           | 28 | 0  | 1  | 27 | 13  | 97  | -84   | 1   |

## Najlepsi strzelcy
|   | Piłkarz             | Klub               | Gole |
| - | ------------------- | ------------------ | ---- |
| 1 | Aleksandr Katasonov | Liepājas Metalurgs | 21   |
| 2 | Viktors Dobrecovs   | Liepājas Metalurgs | 18   |
| 3 | Mihails Miholaps    | Skonto Ryga        | 16   |
| 4 | Gatis Kalniņš       | Skonto Ryga        | 15   |
| - | Vīts Rimkus         | FK Ventspils       | 15   |